# Poney thaïlandais
Le poney thaïlandais est l'unique race chevaline native de la Thaïlande. D'origine peu claire, il fait partie du groupe des poneys du Sud-Est asiatique. Il sert encore de cheval de traction et de bât, en particulier dans le Nord du pays. 
Ses effectifs sont très réduits, les croisements ayant beaucoup fait diminuer le nombre de ces poneys en race pure. 

## Dénomination
En thaï, ces animaux sont nommés Maah Glab.  Différents noms sont répertoriés. Thai pony est le nom utilisé sur la base de données DAD-IS. Il arrive aussi qu'ils soient nommés « poney siamois » (siamese pony), « Poney thaï », ou plus simplement « thaï  »,,. Pour désigner plus spécifiquement les poneys natifs, il est d'usage de parler de Thai country bred en anglais.

## Histoire
L'origine des chevaux de Thaïlande est peu connue. Ils sont réputés descendre du cheval mongol, mais la FAO signale qu'ils ont été importés du Yunnan, en Chine, ce qui en ferait plutôt des descendants du poney du Yunnan. Le dictionnaire de CAB International signale leur appartenance au groupe des poneys du Sud-Est asiatique, et les rapproche des poneys vietnamien et cambodgien.
La race locale est mise à contribution pendant les deux Guerres mondiales, où elle sert de cheval de bât.
Depuis la fin du XXe siècle, de nombreux croisements sont intervenus sur le cheptel de Thaïlande, avec des chevaux originaires d'Australie, de Nouvelle-Zélande, et d'Angleterre.

## Description
Il appartient au groupe du poney d'Asie du sud-est.
D'après Hendricks, le poney thaïlandais natif toise originellement de 1,22 m à 1,27 m, mais les croisements récents ont beaucoup augmenté la taille de certains sujets. Rousseau indique 1,20 m à 1,23 m. Il dispose de membres puissants.
Doué d'une bonne endurance et d'un caractère stable, il présente généralement une robe baie ou bai-brun, souvent avec les décolorations pangarées. Ses crins sont fournis. Il est robuste et résistant aux conditions climatiques locales,, plus résistant aux éventuelles maladies tropicales, donc capable de fournir un travail plus important que les chevaux thaïlandais croisés.

## Utilisations

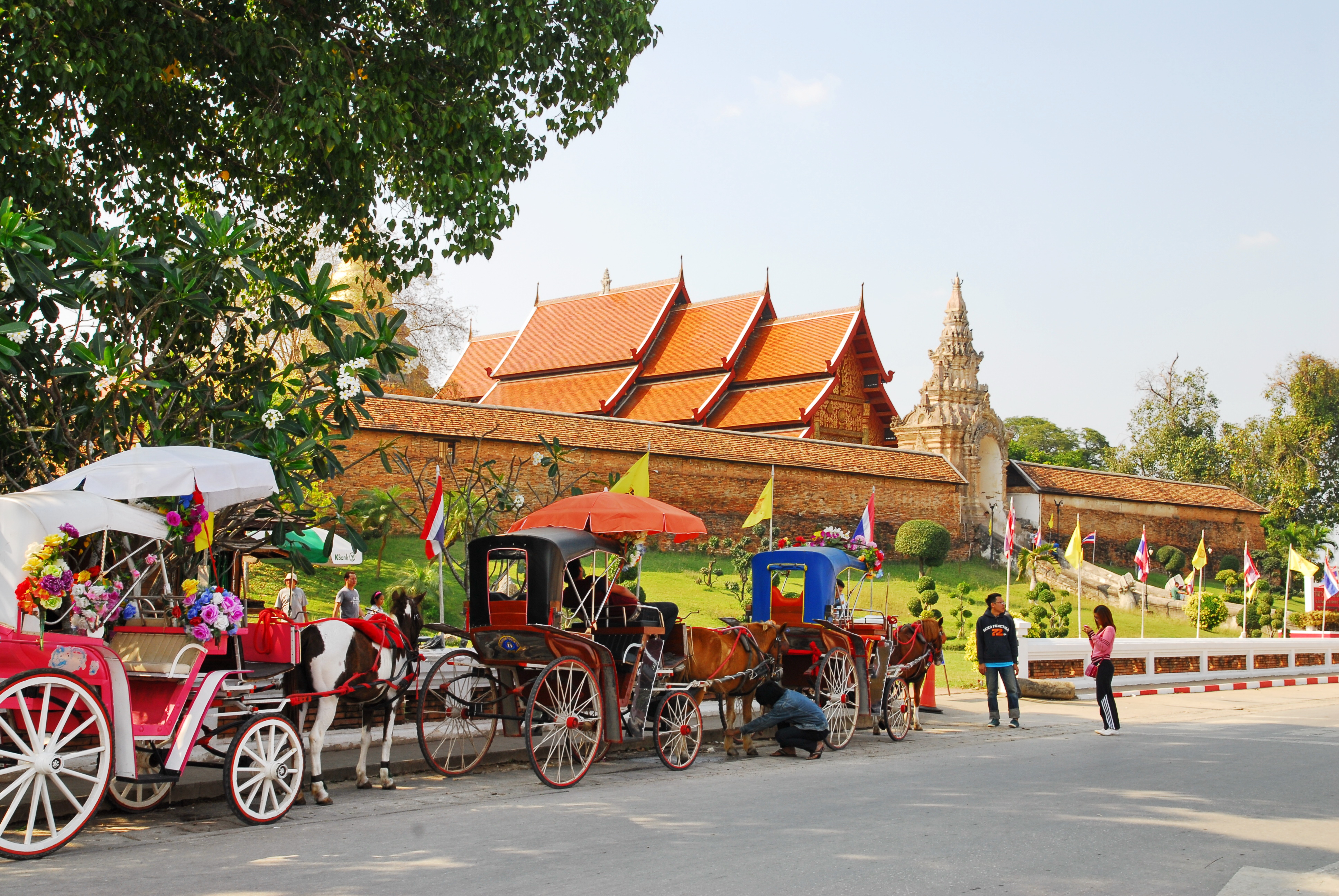
Attelages hippomobiles à Lampang près du temple bouddhiste Wat Phra That Lampang Luang, dans le Nord de la Thaïlande

Il est principalement destiné à la traction, dont celle de petits attelages transportant des personnes à la demande. Il est toujours utilisé comme cheval de bât dans le Nord du pays, notamment pour transporter les feuilles de thé et les fruits de la montagne vers les plaines.
Le développement du tourisme équestre lui procure de nouveaux débouchés, tout en raréfiant son type originel, peu adapté au portage des touristes.

## Diffusion de l'élevage
Désormais, le poney thaïlandais « pur » ne se rencontre plus que dans la partie nord du pays, qui est montagneuse. D'après le comptage transmis à la FAO en 1995, l'effectif de ces poneys de race pure est très réduit, le nombre de poneys dans toute la Thaïlande étant situé dans une fourchette entre 1 000 et 5 000, avec tendance à la baisse. L'effectif de la race n'excède vraisemblablement pas les quelques milliers d'individus.